# Victor Vyssotsky
Victor A. Vyssotsky (26 de fevereiro de 1931 – 24 de dezembro de 2012) foi um matemático e informático estadunidense.
Filho do astrônomo Alexander Vyssotsky e da também astrônoma Emma Vyssotsky. 
Foi um dos membros da equipe do projeto Multics. Apesar de não ter sido um sucesso comercial, o Multics inspirou diretamente Ken Thompson no desenvolvimento do Unix.
No início da década de 1960, juntamente com Robert Morris e Douglas McIlroy, concebeu e jogou um jogo de computador chamado Darwin (depois conhecido como Core War) em um IBM 7090 no Bell Labs. Mais tarde, desenvolvedores de virus usaram a mesma técnica para desenvolver alguns virus.